# Переяславский уезд
Переяславский уе́зд — административно-территориальная единица в составе Полтавской губернии Российской империи, существовавшая в 1781—1923 годах. Уездный город — Переяславль.

## История
Уезд образован в 1781 году в составе Киевского наместничества. В 1796 году вошел в состав восстановленной Малороссийской губернии. С 1802 года — в Полтавской губернии. В 1923 году уезд был упразднён, на его территории образован Переяславский район Киевского округа.

## Население
По переписи 1897 года население уезда составляло 185 306 человек, в том числе в городе Переяслав — 14 614 жит.

### Национальный состав
Национальный состав по переписи 1897 года:
- украинцы (малороссы) — 173 779 чел. (93,8 %),
- евреи — 9815 чел. (5,3 %),

## Административное деление
В 1913 году в состав уезда входило 16 волостей: 
| - Барышевская — м. Барышевка, - Березанская — м. Березань, - Бориспольская — м. Борисполь, - Войтовская — с. Войтово, - Вороньковская — м. Вороньков, - Демянская — с. Демянцы, - Ерковецкая — с. Ерковцы, - Иваньковская — с. Иваньково, | - Лехновская — с. Лехновка, - Переяславская — г. Переяслав, - Помокельская — с. Помокли, - Рогозовская — с. Рогозов, - Скопецкая — с. Скопцы, - Студениковская — с. Студеники, - Ташанская — с. Ташань, - Хоцковская — с. Хоцки. |